# Fuga di notizie della guerra in Afghanistan
La fuga di notizie della guerra in Afghanistan, chiamata anche  diario di guerra afghano o Afghan Leaks, è la divulgazione di una raccolta di registri militari interni top secret statunitensi a riguardo della guerra in Afghanistan, che sono stati pubblicati da WikiLeaks il 25 luglio 2010.

## Descrizione
I registri sono costituiti da oltre 91.000 documenti della guerra afgana, che coprono il periodo tra gennaio 2004 e dicembre 2009. La maggior parte dei documenti sono classificati come "secret". Prima di pubblicare i primi 75.000 documenti, WikiLeaks ha reso disponibili i registri al The Guardian, The New York Times e Der Spiegel nella sua edizione online tedesca ed inglese.
La fuga, che è considerata una delle più grandi nella storia militare degli Stati Uniti, ha rivelato informazioni sulla morte di civili, aumento degli attacchi dei talebani e coinvolgimento di Pakistan ed Iran nella rivolta. WikiLeaks dichiara che non conosce la fonte dei dati trapelati. I tre giornali che avevano ricevuto i documenti in anticipo, The New York Times, The Guardian e Der Spiegel, hanno tutti concluso che sono autentici rispetto alle relazioni indipendenti.
Il New York Times ha descritto la fuga come "un archivio di sei anni di documenti militari classificati [che] offre un quadro incolore e cupo della guerra afgana". The Guardian ha definito il materiale "una delle più grandi perdite nella storia militare degli Stati Uniti ... un ritratto devastante della guerra fallita in Afghanistan, che rivela come le forze della coalizione hanno ucciso centinaia di civili in incidenti non dichiarati, gli attacchi dei talebani sono aumentati e i comandanti della NATO temono che i vicini Pakistan e Iran stanno alimentando l'insurrezione".
Qualche tempo dopo la prima diffusione di WikiLeaks, il Dipartimento della giustizia degli Stati Uniti d'America ha preso in considerazione l'utilizzo dello US Spionage Act del 1917 per impedire a WikiLeaks di pubblicare i restanti 15.000 documenti di guerra segreti che affermava di possedere.